# Rhopiella
Rhopiella is een geslacht van zeesterren uit de familie Echinasteridae.

## Soort
- Rhopiella hirsuta (Koehler, 1920)